# سوماتار هارابيسي

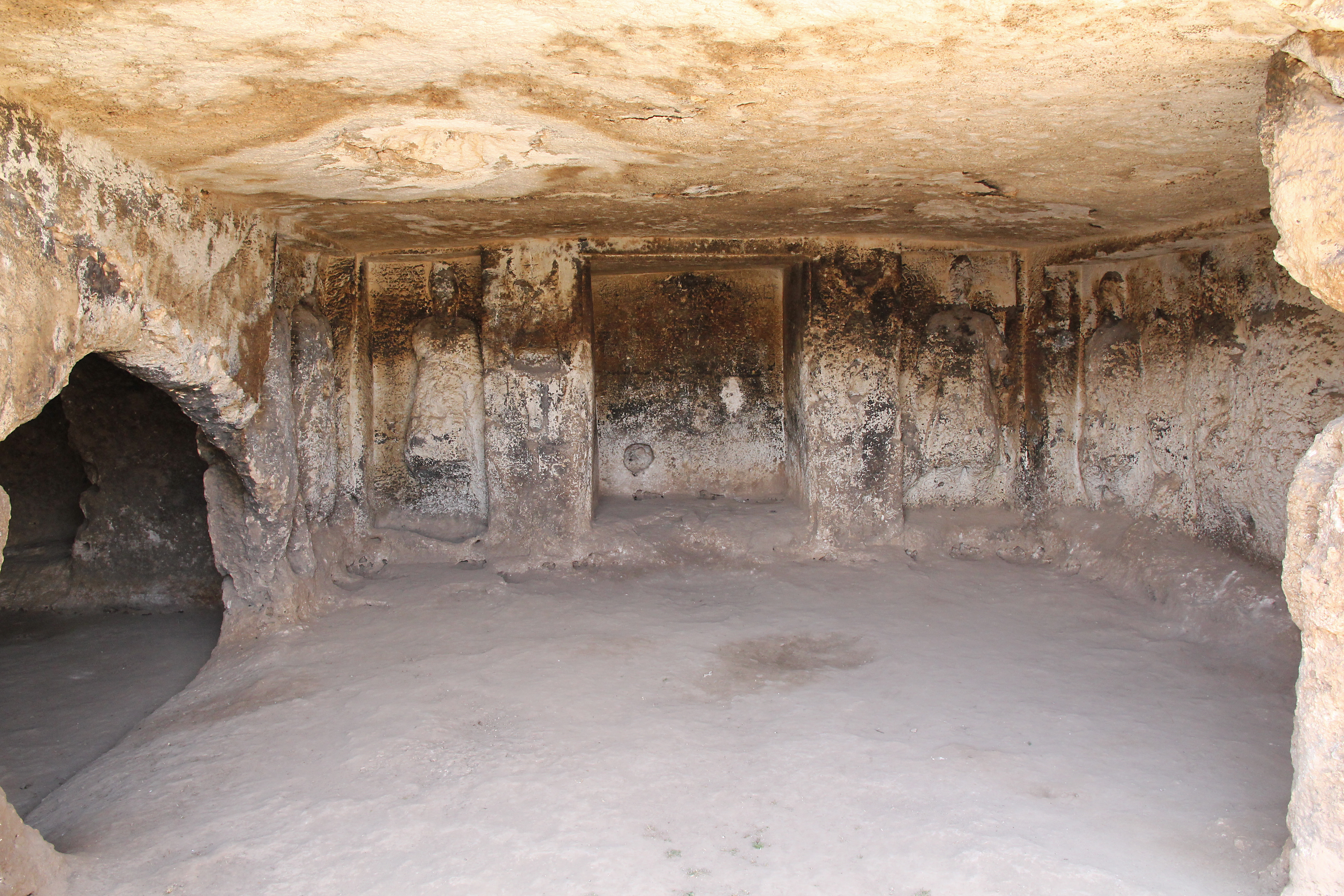
الجزء الداخلي من كهف بوجنون في أثار سوماتار

أثار سوماتار أو سوماتار هارابيسي (الإنجليزية: Sumatar Ruins، التركية: Sumatar Harabesi) كان مكاناً قديماً لسقي الرحل يقع في جبال تكتك، ويبعد 60 كيلومترا (3760 كيلومتر (37 mi) من مدينة أورفا (الرها وبلاد الرافدين) و على بعد 40 كيلومترا (2540 كيلومتر (25 mi) في الشمال الشرقي من حران في مايسمى اليوم تركيا. وهي الآن واحة مهجورة،  وتتكون من مجموعة من أطلال ومقابر تقع حول وسط جبل من الصخور 50 مترا (16050 متر (160 ft) في الطول والعرض.
سلسلة من النقوش السريانية  تم العثور عليها في هذا الموقع  يرجع تاريخها إلى القرن الثاني والثالث للميلاد. بعض النقوش كانت تشير إلى «رب الآلهة» ويعتقد أن هذه التسمية يقصد بها الإله سين. في الرها، تعود عبادة الإله سين، الذي كان أيضا الإله الرئيسي في حران، إلى بداية الألفية الأولى قبل الميلاد واستمرت عبادته حتى القرن 4م عندما بدأت تسود العبادة  الشمسية.
كانت سوماتار أيضا توصف بأنها «مقر الحكام العرب» الذين يستمدون سلطتهم من الإله سين. خمسة من النقوش السريانية في أثار سوماتار تشير إلى «العرب»، واحدة من هذه النقوش الخمسة كانت تشير إلى حوالي عام 165م. كتب جان ريتسو أن هذه النقوش تأكد وجود العرب في المنطقة حول الرها، كما ظهرهذا التأكيد أيضا مرتين في كتابات بلينيوس الأكبر. «حكام العرب» كان يعتقد أنهم من أعضاء العائلة المالكة الحمصية، أو لهم ارتباطا وثيقا معهم. كما وجدت في الموقع مذابح  وكهف كبير معروف  بكهف بوجنون، وهو مزين بأعمدة بها رموز للإله سين.